# Noordwest-Brabants
Het Noordwest-Brabants, in Nederland gemakshalve vaak West-Brabants  genoemd, is een van de hoofd-onderverdelingen van het Brabantse dialect. Men spreekt het in Antwerpen en omgeving en in het westen van Noord-Brabant.

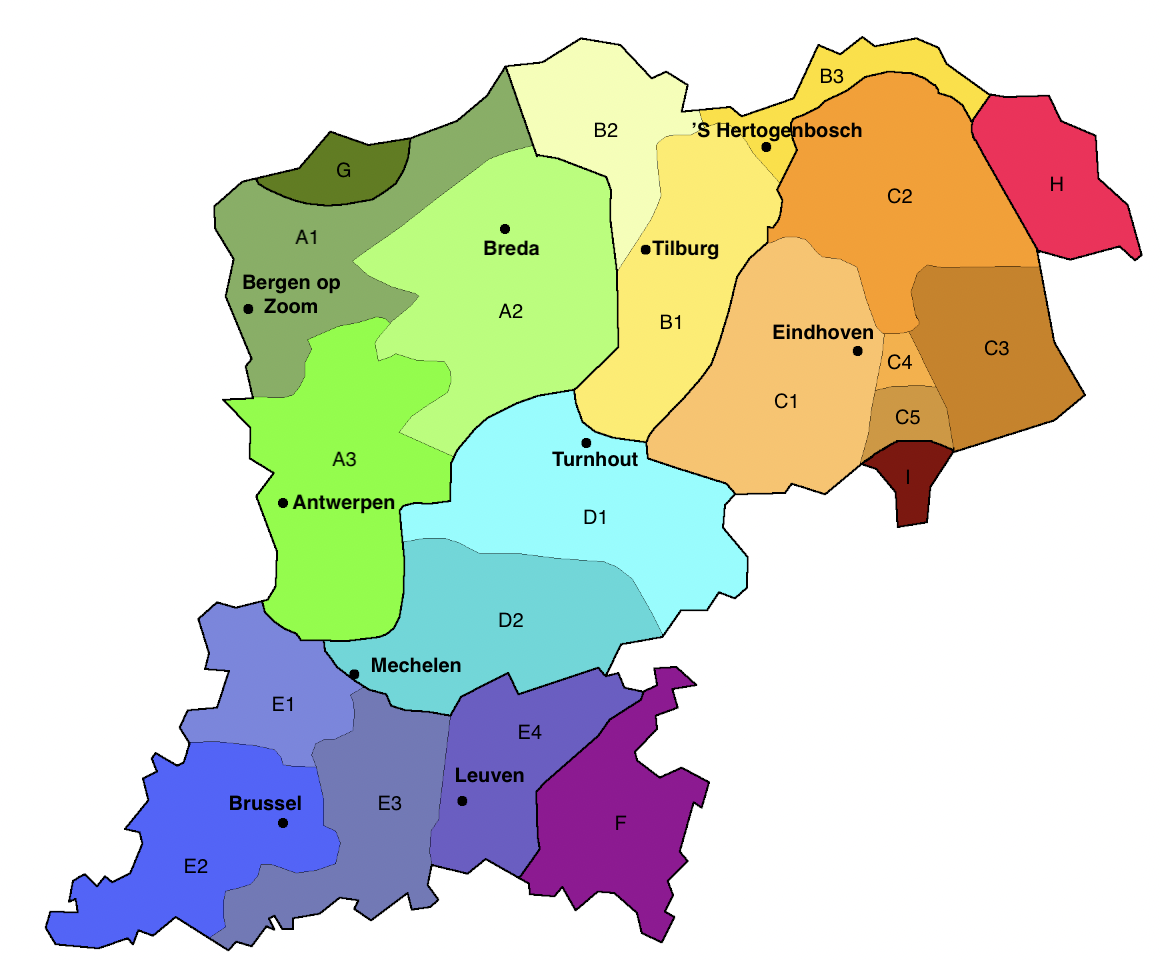
Kaart van de subdialecten in Brabant. Het gebied van het Noordwest-Brabants is in groentinten weergegeven. In het donkergroene deelgebied G bij Willemstad wordt echter een Hollands dialect gesproken (Westhoeks).

## Classificatie en kenmerken
Het Noordwest-Brabants heeft de volgende hoofdkenmerken:
- H-deletie: in tegenstelling tot onder meer het Midden-Noord-Brabants en Oost-Brabants spreekt men in dit gebied de h  aan het begin van woorden niet uit; houdoe is hier dus oudoe.
- Frequente realisatie van i als ie.
- Behoud van de cluster ps in tegenstelling tot sp: weps "wesp".

Verschillen zijn er ook duidelijk aan te wijzen. Men deelt het Noordwest-Brabants in in drie kleinere streekdialecten:
- Antwerps in ruime zin: gesproken in de stad Antwerpen, haar voorsteden en haar landelijke omgeving tot aan de Nederlandse grens, inclusief het Nederlandse deel van Putte;
- Markiezaats in het Markiezaat van Bergen op Zoom, met inbegrip van een strook land die tot aan Lage Zwaluwe loopt;
- Baronies in Breda en wijde omgeving, zuidelijk doorlopend tot over de Belgische grens, met inbegrip van, grofweg, de gemeenten Hoogstraten, Rijkevorsel en Baarle-Hertog.

## Geschiedenis
Het Noordwest-Brabants is in zijn huidige vorm ontstaan vanaf de Tachtigjarige Oorlog. In de eerste decennia van deze oorlog werd door gevechtshandelingen en massamoorden Noordwest-Brabant grotendeels ontvolkt, en vervolgens gerekoloniseerd door met name mensen uit Antwerpen. De dialecten in deze streken werden daardoor sterk Antwerps gekleurd. 
Na de Vrede van Münster gingen de verschillende streekdialecten elk hun eigen weg, waarbij er zich drie hoofddialecten ontwikkelden.